# محوطه کوه نورک
محوطه کوه نورک مربوط به دوره اشکانیان است و در شهرستان خاش، بخش ایرندگان، دهستان ایرندگان، ۱۰۰ متری غرب روستای کوه نورک واقع شده و این اثر در تاریخ ۲ مرداد ۱۳۸۷ با شمارهٔ ثبت ۲۳۱۳۸ به‌عنوان یکی از آثار ملی ایران به ثبت رسیده است.